# Костомарово (Воронежская область)
Костома́рово — село в Подгоренском районе Воронежской области.

## География
Село Костомарово расположено на высоком правом берегу реки Дон, а также вдоль левого борта Костомаровской балки. Основано в 1734 гг. Степаном Матвеевичем Костомаровым, населено государственными крестьянами. В 1795 году в слободе Костомарово было 145 дворов и его население составляли войсковые казаки. В 1806 г. здесь была построена каменная Троицкая церковь (не сохранилась). В 1859 году в слободе было 1426 жителей, 210 дворов, винный и салотопенный заводы, 2 маслобойки. В 1900 году в Костомарово проживало 1710 человек, было 258 дворов, работала школа (здание хорошо сохранилось и используется как школа до сих пор), маслозавод, 2 общественных здания, 4 лавки и винный склад. Раз в год проводилась ярмарка.
На юго-западной окраине села между сухими балками Западня и Малая Западня расположен пещерный Свято-Спасский женский монастырь, возникший на основе существовавшего на этом месте в XVIII-XIX вв. Спасского скита Белогорского монастыря. Искусственные пещеры скита были вырублены в мело-мергельных коренных породах у меловых останцов-див, которые образовались в результате эрозии. В ските был пещерный соборный храм во имя Спаса Христа нерукотворного образа, пещера Покаяния, кельи монахов. В 1920-е годы скит был закрыт, монахи разогнаны. Во время Великой Отечественной войны посещение верующими ненадолго возобновилось, но в начале 1960-х гг. храм снова закрыли. Деятельность монастыря возобновлена в 1997 г., пещеры были очищены и отреставрированы, в придонной части балки выстроены церковь и другие сооружения монастыря, на верхней части склона (на горе Голгофа) установлена часовня. 

На противоположном правом борту Костомаровского суходола на плоском мысе расположено Малое Костомаровское городище, ниже по течению Дона, также на его правобережном мысе, ограниченном двумя глубокими балками - Большое Костомаровское городище. Оба археологических памятника относятся к периоду раннего железного века II - I тыс. до н.э. и созданы населением скифской культуры. В рельефе оба памятника выделяются хорошо сохранившимися рвом и валом и относятся к типу городищ-убежищ. Высокий коренной берег Дона ниже по течению с почти вертикальными обрывами, осыпями мергеля, карстовым родником и лесом привлекают отдыхающих, туристов и служит традиционным местом отдыха.
| 1859 | 1897  | 2010 |
| ---- | ----- | ---- |
| 1426 | ↗1704 | ↘263 |